# Seda Türkkan
Seda Türkkan est une joueuse de volley-ball turque née le 12 juin 1984 à Bursa. Elle mesure 1,78 m et joue au poste de passeuse. 

## Clubs
| Club                  | De        | À         |
| --------------------- | --------- | --------- |
| Boluspor              | 2003-2004 | 2003-2004 |
| SSK Ankara            | 2004-2005 | 2005-2006 |
| TED Ankara Kolejliler | 2006-2007 | 2006-2007 |
| Şahinbey Belediye     | 2007-2008 | 2007-2008 |
| Dicle Üniversitesi    | 2008-2009 | 2008-2009 |
| SGK Ankara            | 2009-2010 | 2010-2011 |
| Pursaklar Belediyesi  | 2011-2012 | 2011-2012 |
| Yeşilyurt İstanbul    | 2012-2013 | 2012-2013 |
| Beşiktaş İstanbul     | 2013-2014 | 2014-2015 |
| Halkbank Ankara       | 2015-2016 | 2015-2016 |
| Çanakkale Belediye    | 2016-2017 | 2017-2018 |
| Aydın BBSK            | 2018-2019 | …         |

## Palmarès
- Challenge Cup
  - Finaliste : 2014, 2019.